# Jan Baeyens
Pour les articles homonymes, voir Baeyens.
Jan Baeyens, né le 16 juin 1957 à Ninove, est un coureur cycliste belge, en activité de 1975 à 2003.
Baeyens a roulé pour Lotto-Merckx, entre autres. En 1976, il est champion de Belgique sur piste poursuite juniors. Chez les pros, il a gagné en 1984 à Nederbrakel et en 1985 à Willebroeck. En cette année 1985, il termine le Tour de France sous les ordres de Jozef Lieckens comme leader et Walter Godefroot comme Directeur sportif. 

## Palmarès
- 1976
  -  Champion de Belgique de cyclisme sur piste poursuite juniors
  -  Champion de Belgique de cyclisme sur piste poursuite par équipes juniors
- 1977
  - 2e aux Championnat de Belgique de cyclisme sur piste poursuite amateur
- 1982
  - 2e du Circuit de la région linière
- 1983
  - 2e du Grand Prix Victor Standaert
- 1984
  - 3e du Grand Prix Victor Standaert

### Résultats sur le Tour de France
1 participation :
- 1985 : 136e du classement général